# Projeção de um vetor

Projeção de a sobre b (a_{1}), e a componente de a ortogonal a b (a_{2}).

Quando 90° < θ ≤ 180°, a_{1} tem sentido oposto em relação a b.

A projeção vetorial de um vetor a sobre um vetor não-nulo b (também conhecida como a componente de a na direção de b) é a projeção ortogonal de a sobre uma linha reta paralela a b. É um vetor paralelo a b, definido como
{\displaystyle \mathbf {a} _{1}=a_{1}\mathbf {\hat {b}} }
em que {\displaystyle a_{1}} é um escalar, denominado projeção escalar de a sobre b, e b̂ é o vetor unitário na direção de b.
Por outro lado, a projeção escalar é definida como
{\displaystyle a_{1}=|\mathbf {a} |\cos \theta =\mathbf {a} \cdot \mathbf {\hat {b}} =\mathbf {a} \cdot {\frac {\mathbf {b} }{|\mathbf {b} |}}}
em que o operador · indica um produto escalar, |a| é o comprimento de a, e θ é o ângulo entre a e b. A projeção escalar é igual ao comprimento da projeção vetorial, com um sinal negativo se o sentido da projeção é oposto ao sentido de b.
O vetor componente de a perpendicular a b, por vezes também chamado de componente ortogonal de a em relação a b,
é a projeção ortogonal de a sobre o plano (ou, em geral, hiperplano) ortogonal a b. Tanto a projeção a1 quanto a componente ortogonal a2 de um vetor a são vetores, e a sua soma é igual a a, o que implica que a componente ortogonal é dada por
{\displaystyle \mathbf {a} _{2}=\mathbf {a} -\mathbf {a} _{1}.}

## Notação
Normalmente, a projeção vetorial é indicada com letras em negrito (por exemplo a1), e a projeção escalar correspondente com letras normais (por exemplo a1). Em alguns casos, especialmente no manuscrito, a projeção vetorial também é indicada utilizando um diacrítico acima ou abaixo da letra (por exemplo, {\displaystyle {\vec {a}}_{1}} ou a1; ver representações de vetores euclidianos para mais detalhes).
A projeção vetorial de a sobre b e a componente ortogonal correspondente, por vezes, são indicados por a∥b e a⊥b, respectivamente.

## Definições em termos do ângulo

### Projeção escalar
A projeção escalar de a sobre b é um escalar igual a
{\displaystyle a_{1}=|\mathbf {a} |\cos \theta }
em que θ é o ângulo entre a e b.
Uma projeção escalar pode ser usada como um fator de escala para calcular a projeção vetorial correspondente.

### Projeção vetorial
A projeção vetorial de a sobre b é um vetor, cuja magnitude é a projeção escalar de a sobre b e que forma com b um ângulo de 0 ou de 180 graus.
Ou seja, ela é definida como
{\displaystyle \mathbf {a} _{1}=a_{1}\mathbf {\hat {b}} =(|\mathbf {a} |\cos \theta )\mathbf {\hat {b}} }
em que {\displaystyle a_{1}} é a projeção escalar correspondente, como definida acima, e b̂ é o vetor unitário com o mesmo sentido de b:
{\displaystyle \mathbf {\hat {b}} ={\frac {\mathbf {b} }{|\mathbf {b} |}}}

### Componente ortogonal
Por definição, a componente ortogonal de a em relação a b é
{\displaystyle \mathbf {a} _{2}=\mathbf {a} -\mathbf {a} _{1}}
Assim,
{\displaystyle \mathbf {a} _{2}=\mathbf {a} -(|\mathbf {a} |\cos \theta )\mathbf {\hat {b}} .}

## Definições em termos dos vetores
Quando θ não é conhecido, o cosseno de θ pode ser calculado em termos de {\displaystyle \mathbf {a} } e {\displaystyle \mathbf {b} }, pela seguinte propriedade do produto escalar {\displaystyle {\mathbf {a} \cdot \mathbf {b} }}:
{\displaystyle {\frac {\mathbf {a} \cdot \mathbf {b} }{|\mathbf {a} |\,|\mathbf {b} |}}=\cos \theta }

### Projeção escalar
Usando a propriedade anterior do produto escalar, a definição de projeção escalar se torna
{\displaystyle a_{1}=|\mathbf {a} |\cos \theta =|\mathbf {a} |{\frac {\mathbf {a} \cdot \mathbf {b} }{|\mathbf {a} |\,|\mathbf {b} |}}={\frac {\mathbf {a} \cdot \mathbf {b} }{|\mathbf {b} |}}}

### Projeção vetorial
Da mesma forma, a definição da projeção vetorial de a sobre b se torna
{\displaystyle \mathbf {a} _{1}=a_{1}\mathbf {\hat {b}} ={\frac {\mathbf {a} \cdot \mathbf {b} }{|\mathbf {b} |}}{\frac {\mathbf {b} }{|\mathbf {b} |}},}
o que é equivalente tanto a
{\displaystyle \mathbf {a} _{1}=(\mathbf {a} \cdot \mathbf {\hat {b}} )\mathbf {\hat {b}} ,}
quanto a
{\displaystyle \mathbf {a} _{1}={\frac {\mathbf {a} \cdot \mathbf {b} }{|\mathbf {b} |^{2}}}{\mathbf {b} }={\frac {\mathbf {a} \cdot \mathbf {b} }{\mathbf {b} \cdot \mathbf {b} }}{\mathbf {b} }.}
Computacionalmente, esta última fórmula é mais eficiente do que a anterior. Ambas requerem dois produtos escalares e, eventualmente, a multiplicação de um escalar por um vetor, mas a primeira requer ainda uma raiz quadrada e a divisão de um vetor por um escalar,
enquanto que a última, além dos produtos, requer apenas a divisão de um escalar por um escalar.

### Componente ortogonal
Por definição,
{\displaystyle \mathbf {a} _{2}=\mathbf {a} -\mathbf {a} _{1}}
Assim,
{\displaystyle \mathbf {a} _{2}=\mathbf {a} -{\frac {\mathbf {a} \cdot \mathbf {b} }{\mathbf {b} \cdot \mathbf {b} }}{\mathbf {b} }.}

## Propriedades

Se 0° ≤ θ ≤ 90°, como no presente caso, a projeção escalar de a sobre b coincide com o comprimento do vetor da projeção vetorial.

### Projeção escalar
A projeção escalar de a sobre b é um escalar que tem sinal negativo se 90 < θ ≤ 180 graus. Ele coincide com o comprimento |c| da projeção vetorial se o ângulo for menor do que 90°. Mais exatamente:
- a1 = |a1| se 0 ≤ θ ≤ 90 graus,
- a1 = −|a1| se 90 < θ ≤ 180 graus.

### Projeção vetorial
A projeção vetorial de a sobre b é um vetor a1 que ou é nulo ou é paralelo a b. Mais exatamente:
- a1 = 0 se θ = 90°,
- a1 e b têm o mesmo sentido se 0 ≤ θ < 90 graus,
- a1 e b têm sentidos opostos se 90 < θ ≤ 180 graus.

### Componente ortogonal
A componente ortogonal de a sobre b é um vetor a2 que ou é nulo ou é ortogonal a b. Mais exatamente:
- a2 = 0 se θ = 0 graus ou θ = 180 graus,
- a2 é ortogonal a b se 0 < θ < 180 graus,

## Representação matricial
A projeção ortogonal pode ser representada por uma matriz de projeção. Para projetar um vetor sobre o vetor unitário a = (ax, ay, az), bastaria multiplicá-lo pela seguinte matriz de projeção:
{\displaystyle P_{a}=aa^{\mathrm {T} }={\begin{bmatrix}a_{x}\\a_{y}\\a_{z}\end{bmatrix}}{\begin{bmatrix}a_{x}&a_{y}&a_{z}\end{bmatrix}}={\begin{bmatrix}a_{x}^{2}&a_{x}a_{y}&a_{x}a_{z}\\a_{x}a_{y}&a_{y}^{2}&a_{y}a_{z}\\a_{x}a_{z}&a_{y}a_{z}&a_{z}^{2}\\\end{bmatrix}}}

## Usos
A projeção vetorial é uma operação importante no processo de ortonormalização de Gram–Schmidt para bases de espaços vetoriais. Ele também é usado no teorema da separação de eixos para detectar se duas formas convexas se intersectam.

## Generalizações
Uma vez que as noções de comprimento de vetor e de ângulo entre os vetores podem ser generalizadas para espaços com produto interno de dimensões arbitrárias, isso também é verdadeiro para as noções de projeção ortogonal de um vetor, projeção de um vetor sobre outro, e componente ortogonal de um vetor em relação a outro. Em alguns casos, o produto interno coincide com o ponto escalar. Sempre que eles não coincidem, o produto interno é usado em vez do produto escalar nas definições formais de projeção e de componente ortogonal.
Para um espaço com produto interno tridimensional, as noções de projeção de um vetor sobre outro e componente ortogonal em relação a um vetor podem ser generalizadas para as noções de projeção de um vetor sobre um plano, e de componente ortogonal de um vetor em relação a um plano.
A projeção de um vetor sobre um plano é a sua projeção ortogonal sobre aquele plano. A componente ortogonal de um vetor em relação a um plano é a sua projeção ortogonal sobre uma reta que é perpendicular a esse plano. Ambas são vetores. O primeiro é paralelo ao plano, o segundo é ortogonal a ele. Para um vetor e um plano dados, a soma de projeção sobre o plano com a componente ortogonal a ele é igual ao vetor original.
Da mesma forma, para espaços com produto interno espaços com dimensão maior do que três, as noções de projeção sobre um vetor e de componente ortogonal a um vetor podem ser generalizadas para as noções de projeção sobre um hiperplano, e componente ortogonal a um hiperplano.
Na álgebra geométrica, elas também podem ser generalizadas para as noções de projeção e componente ortogonal de um multivetor  geral sobre/em relação a qualquer k-lâmina inversível.